# 塞斯普羅蒂亞州
塞斯普羅蒂亞州（希臘語：Θεσπρωτία）是希臘伊庇魯斯大區西北部的一個州，位於品都斯山脈西麓沿岸，西北鄰阿爾巴尼亞，西隔克基拉海峽與科孚島相望。面積1.515平方米，2005年人口1,468,110人。首府伊古邁尼察。
下分8市、2鎮。